# Brentwood, Contra Costa County, Kalifornien
Brentwood är en stad (city) i Contra Costa County, i delstaten Kalifornien, USA. Enligt United States Census Bureau har staden en folkmängd på 52 326 invånare (2011) och en landarea på 38,3 km².